# Altered Beast (jeu vidéo, 2005)
Pour le jeu vidéo de 1988, voir Altered Beast.

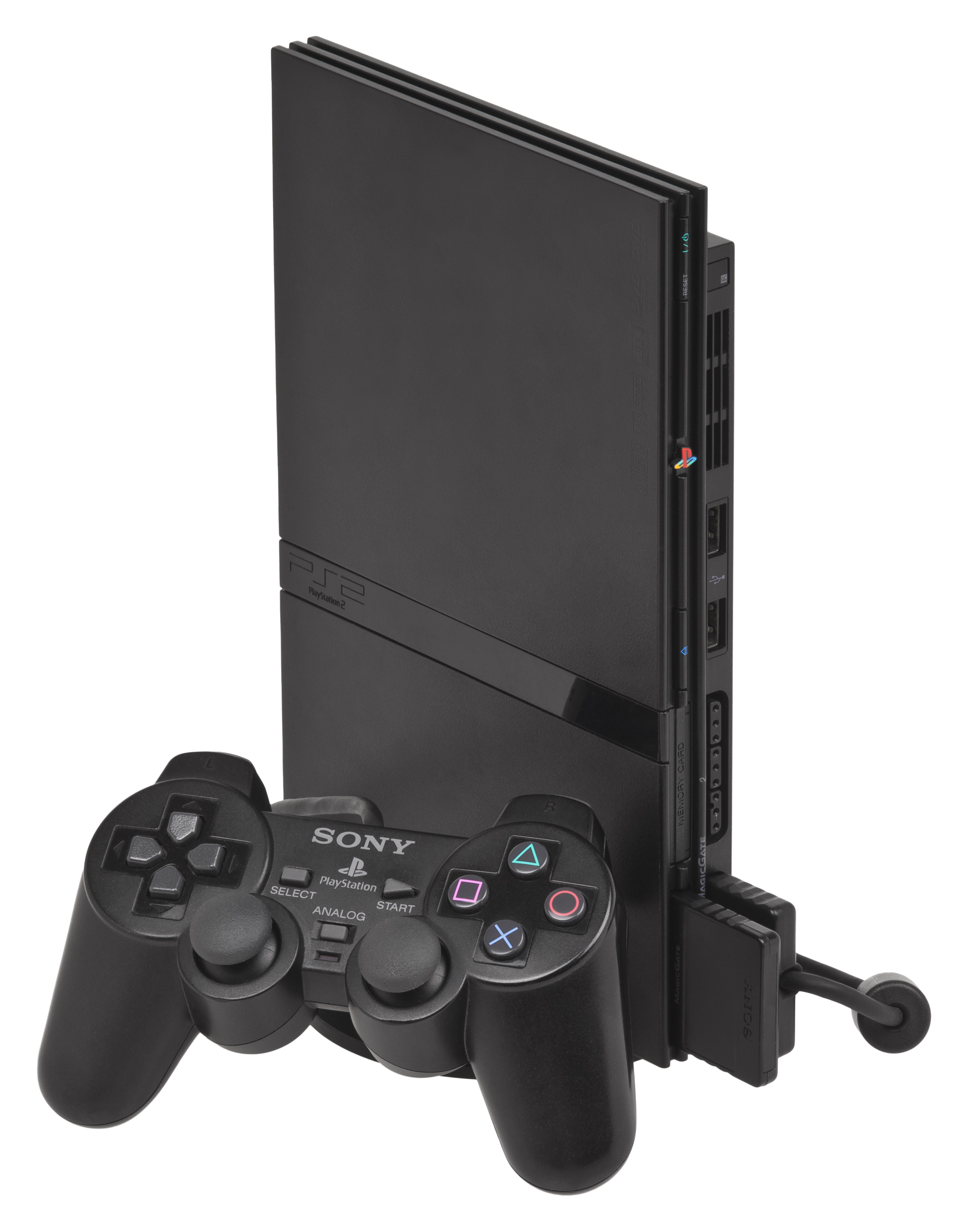

Altered Beast (獣王記 Project Altered Beast, Jūōki: Project Altered Beast) est un jeu vidéo de type beat them all développé et édité par Sega, sorti en 2005 sur PlayStation 2.

## Accueil
- Jeuxvideo.com : 8/20[1]